# Dieter Krause
Dieter Krause   (Brandenburg an der Havel, 18 de gener de 1936 - Bad Saarow, 10 d'agost de 2020) fou un piragüista alemany que va competir durant les dècades de 1950 i 1960.
Com a membre de l'equip unificat alemany, el 1960 va prendre part en els Jocs Olímpics d'Estiu de Roma, on va guanyar la medalla d'or en la prova del K-1 4x500 metres del programa de piragüisme. Formà equip amb Günther Perleberg, Paul Lange i Friedhelm Wentzke. En aquests mateixos Jocs fou vuitè en la prova del K-2 1.000 metres.
En el seu palmarès també destaquen una medalla d'or, una de plata i dues de bronze al Campionat del Món en aigües tranquil·les i dues d'or, dues de plata i una de bronze al Campionat d'Europa, totes representant l'equip de l'Alemanya de l'Est. Entre 1955 i 1965 Krause va aconseguir 23 títols nacionals de l'Alemanya de l'Est.
Una vegada retirat va exercir d'entrenador i fou dirigent esportiu, sent el darrer secretari general de la Federació de Ciclisme de l'Alemanya Oriental. Després de la reunificació alemanya es va saber que havia estat membre de la Stasi amb el sobrenom de "Reiner Lesser".